# Hélvio Clemente
Hélvio Clemente (em latim: Helvius Clemens) foi um oficial romano do século III, ativo durante o reinado dos imperadores Diocleciano (r. 284–305) e Maximiano. Em 289, foi cônsul sufecto em 1 de abril. Talvez fosse descendente de Marco Hélvio Clemente Dextriano.